# Europay
Europay International fue el nombre de la entidad resultante de la fusión de Eurocard Internacional y Eurocheque International. La nueva entidad tenía su sede en Waterloo, Bélgica, en los mismos locales que EPSS (European Payment Systems Services) y MasterCard EMEA (la región de MasterCard que comprende Europa, Oriente Medio y África).
Europay International era el propietario de las marcas de pago: Eurocard (tarjeta de crédito), Eurocheque (basado en la comprobación paneuropea del sistema de papel), de verificación «CE viajeros (viajeros europeos basados en cheques de papel), Clip (Monedero electrónico europeo basado en el CEPS ).
Por otra parte, titular de las licencias europeas de las marcas de pago: MasterCard (tarjeta de crédito), Maestro (tarjeta de débito en línea, empresa conjunta con MasterCard International, lanzada en los 90).
En 2002, se fusionó con Europay International MasterCard International para formar MasterCard, Inc. Actualmente, la empresa se conoce como MasterCard en todo el mundo.